# Sieghard II van de Kraichgau
Sieghard II van de Kraichgau (ca. 810 - na 861) is stamvader van de Sieghardinger, een van de belangrijkste adellijke families van Beieren in de vroege middeleeuwen.
Sieghard wordt voor het eerst vermeld in 848, in een goederenruil met de abdij van Fulda. In 858 was hij graaf van de Kraichgau, en in 860 was hij een van de getuigen bij het verdrag van Koblenz tussen Lodewijk de Duitser en Karel de Kale. In 861 steunde hij de opstand van Karloman van Beieren tegen zijn vader Lodewijk de Duitser. Lodewijk verzoende zich met zijn zoon maar bestrafte zijn aanhangers: op de rijksdag van 861 in Regensburg verloor Sieghard de Kraichgau. Karloman compenseerde hem echter met bezittingen in Karinthië.

## Familie
Sieghard trouwde met een onbekende dochter van een graaf Ratold. Zij kregen ten minste een zoon: Sieghard, graaf aan de rivier de Sempt. Deze Sieghard (ca. 845 - 10 oktober 906) zou in 880 het kasteel Ebersberg stichten dat generaties lang de machstbasis van zijn familie zou blijven. Verder is hij alleen bekend omdat hij bij meerdere gelegenheden bezittingen ontving van koning Arnulf van Karinthië.
Sieghard II van de Kraichgau is een nakomeling van Eticho I en zijn vrouw Bereswinda via:
- Eticho II in de Elzasser Nordgau (ca. 673 - ca. 723)
- Alberich in de Nordgau (geb. ca. 698)
- Eberhard I in de Nordgau (ca. 730 - ca. 777), ook graaf van Hamaland, en Adaltrut (ca. 750 - voor 804)
- Sigihart van de Kraichgau (ca. 775 - na 826)

Andere voorouders van Sieghard zijn niet bekend.